# Opération Simoun
Opération Simoun (en polonais Operacja Samum) est une opération secrète réalisée par les services de renseignement polonais en Irak en 1990. Son but est d'évacuer six agents américains.

## Déroulement
En 1990 la CIA demande de l'aide aux services de renseignement européens pour évacuer six agents américains appartenant au CIA, DIA et NSA qui observent les mouvements des troupes irakiennes avant la Guerre du Golfe. Des pays comme l'URSS, le Royaume-Uni et la France refusent de participer à une action aussi dangereuse. Seule la Pologne accepte. L'opération est très risquée, les participants auraient été tués en cas de démasquage.
La Pologne entretient des liens avec l'Irak grâce aux entreprises du bâtiment polonaises implantées sur le sol irakien. Le ministre de l'intérieur polonais, Krzysztof Kozłowski décide d'y envoyer quelques agents sous les ordres du général Gromosław Czempiński. Sa mission principale est de trouver les espions américains et de leur donner des passeports polonais pour qu'il puisent quitter l'Irak.
L'opération est d'autant plus difficile car les services de contre-espionnage irakiens commencent à apercevoir une sorte d'intrigue polono-américaine.
Les agents américains trouvent refuge dans un camp de construction polonais, reçoivent des passeports et sont placés dans un bus parmi des ouvriers polonais et russes. À l'arrivée de la frontière, un officier irakien ayant fait ses études en Pologne, s'adresse en polonais à un des Américains. Celui-ci ne parlant pas la langue fait semblant d'être ivre (une autre version stipule qu'il a perdu connaissance). Quelqu'un aurait alors dit que certains "Polonais" sont tellement soûls que la communication avec eux est impossible.Pour détourner l'attention de l'Irakien, le chauffeur descend du bus prend l'officier dans ses bras et lui fait trois bises. Les passeports s'avèrent inutiles. L'officier irakien ne les regarde même pas et dit: "Il n'y a pas de problème. Vous êtes des amis. Vous pouvez y aller". Le bus traverse la frontière avec tous ses passagers. Les espions sont en sécurité en Turquie et retournent dans leurs pays respectifs. Les agents polonais ne se contentent pas de sauver leurs homologues américains mais se mettent en possession des cartes détaillées, classées secrètes, indiquant des installations militaires répandues dans tout l'Irak. Ces cartes sont d'une importance essentielle pour l'Opération Tempête du désert.

## Conséquences
En récompense le gouvernement des États-Unis promet à la Pologne d'annuler la moitié de sa dette extérieure soit 16,5 milliards de dollars. Les États-Unis aident également à former l'unité spéciale polonaise GROM.

## Dans les médias
L'information sur l'opération Simoun est publiée pour la première fois en 1995 par le The Washington Post.

## À l'écran
En 1999 le réalisateur Władysław Pasikowski tourne le film intitulé Operacja Samum (Opération Simoun). C'est le premier film polonais co-financé par la Warner Bros. et le troisième co-financé par la Home Box Office.